# Michel Serres
Ne doit pas être confondu avec Michel Serre.
Pour les articles homonymes, voir Serres.
Michel Serres, né le 1er septembre 1930 à Agen en Lot-et-Garonne et mort le 1er juin 2019 dans le 14e arrondissement de Paris, est un philosophe et historien des sciences français.
Membre de l'Académie française et de l'Académie européenne des sciences et des arts, il a publié au cours de sa vie plus de 70 ouvrages faisant autorité en matière d'anthropologie des sciences et des techniques, de philosophie de la communication et du numérique, de philosophie de l'éducation et de philosophie de l’écologie[réf. nécessaire]. Au-delà de ces domaines spécifiques, l'œuvre de Michel Serres se caractérise par une approche transversale et interdisciplinaire, reliant les sciences dures et les sciences humaines. Il a développé une pensée originale et novatrice, qui a profondément marqué la philosophie contemporaine[réf. nécessaire].

## Biographie

### Famille
D’origine gasconne, il est le fils de Jean Serres, qui exploite, à Agen, une entreprise de dragage sur la Garonne, et acquiert un terrain à La Croix-Blanche pour y cultiver des pommes de terre et élever des cochons. Michel Serres et son frère cadet Claude participent activement au travail de la drague et de la ferme. Il reçoit une éducation catholique et pratique le scoutisme au sein des Scouts de France qui le totémisent « Renard enthousiaste ».
Michel Serres épouse Suzanne Maille le 2 septembre 1952. Il est le père de quatre enfants, dont Jean-François Serres, un temps délégué général de l'association Petits Frères des pauvres.

### Formation
Il passe sa scolarité de 1940 à 1946 au lycée Saint-Caprais d’Agen sous le patronage du père Tugdual Tréhorel. Il prépare, en 1947, le bac scientifique et le bac littéraire au Lycée Montaigne à Bordeaux. Il s’y inscrit en maths sup. Il est admis en 1949 à l’École navale, qu’il a choisie pour trois raisons : les études sont payées, l’institution dispense à la fois une culture scientifique de haut niveau ainsi qu’une solide formation historique et littéraire ; et par amour de la mer et des bateaux. Cependant, il démissionne de l’École Navale au bout d’un trimestre, par conviction antimilitariste, attisée par l’horreur des bombes d’Hiroshima et de Nagasaki.
Puis il se consacre, à l’Université de Bordeaux, à des études de licence de mathématiques, qu’il l’obtient en 1950. Il rentre en khâgne au Lycée Louis-le-Grand la même année. Il réussit en 1952 le concours d’entrée à l’École Normale Supérieure de la rue d’Ulm, où il est reçu premier. Il consacre son diplôme d’études supérieures (DES) aux « Remarques sur certains systèmes de nombres » et le soutient en 1954 sous la direction de Gaston Bachelard. Il est admis deuxième ex æquo à l’agrégation de philosophie en 1955.
De 1956 à 1958, il fait son service militaire comme officier dans la Marine nationale, et se trouve mêlé à la crise de Suez.

### Parcours académique
Michel Serres enseigne la philosophie, de 1958 a 1968, à l'université de Clermont-Ferrand. Il y fréquente notamment Michel Foucault et Jules Vuillemin. À Clermont-Ferrand, Michel Foucault, Pierre Magnard et Michel Serres confrontent régulièrement idées et points de vue sur des thèmes qui prendront corps dans le livre Les Mots et les Choses. À la demande de Michel Foucault, Michel Serres est nommé à l'université Paris-VIII, où il participe brièvement à l’« expérience de Vincennes » en 1968-1969.
En 1968, il soutient une thèse de doctorat de lettres, intitulée Le Système de Leibniz et ses modèles mathématiques, et est nommé en 1969, professeur d’histoire des sciences à l’université Paris 1 Panthéon-Sorbonne. Il enseigne également aux États-Unis, d'abord à l'université Johns-Hopkins, à Baltimore, à l'invitation de René Girard, puis il suit ce dernier à l’université Stanford, où il est nommé professeur en 1984, et où il enseignera pendant près de 30 ans.
Il est élu le 29 mars 1990 à l’Académie française, où il occupe le fauteuil no 18, précédemment occupé par Edgar Faure. Il y est reçu le 31 janvier 1991 par Bertrand Poirot-Delpech.

### Activités éditoriales
Michel Serres participe à la réédition du Cours de philosophie positive d'Auguste Comte, en 1975. Plus tard, il crée chez Fayard la collection Corpus des œuvres de la philosophie en langue française. La collection, lancée en 1984 avec le soutien du Centre national du livre (CNL), comporte 131 titres en 155 volumes, publiés entre 1984 et 2005. Le corpus se donne pour objectif de rassembler des écrits philosophiques de langue française parus du XVIe siècle au début du XXe siècle et non réédités. Il s’agissait de faire connaitre des œuvres oubliées, de la part d’auteurs connus et moins bien connus, qui ont construit la philosophie française. La collection met en valeur le caractère pluridisciplinaire de la philosophie en langue française avec des penseurs de tous ordres, des athées et des abbés, des scientifiques et des théologiens, des progressistes et des conservateurs. Michel Serres y privilégie l’accès direct aux textes, sans glose, sans commentaires. Christiane Frémont fut le maître d’œuvre de cette collection,. Une revue, Corpus, Revue de Philosophie accompagne la collection. 69 numéros sont parus de 1985 à 2015.
A la suite de rencontres à la fondation des Treilles, et grâce à Sophie Bancquart, parait Éléments d’histoire des sciences, chez Bordas en 1989. L’ouvrage, réédité en livre de poche en 1997 par Larousse, contient 22 chapitres qui traitent de grandes interrogations, par exemple : où et quand la science apparaît-elle ? comment estimer la connaissance ; de la pensée de savants comme Archimède, Galilée, Descartes, Darwin, Lavoisier, Mendel ou Pasteur ; et de notions fondamentales, comme la réfraction, l'hérédité, l'évolution de la Terre, les vaccinations, la relativité, etc.
Sophie Bancquart et Nayla Farouki créent en 1992 une encyclopédie de poche avec la collection Dominos chez Flammarion. Michel Serres et Nayla Farouki dirigent la collection, qui compte 236 titres parus entre 1993 et 2002.
Il dirige avec Nayla Farouki, en 1997, Le Trésor, encyclopédie et dictionnaire des sciences, auquel participent de grands scientifiques français. Le groupe initial, qui s’est élargi ensuite, était formé par Michel Serres, Sophie Bancquart, Nayla Farouki, Pierre Léna, Étienne Klein et Albert Jacquard. Cet ouvrage dresse un état des sciences contemporaines grâce aux contributions de chercheurs en exercice dans les diverses disciplines du savoir. La publication de cet ouvrage offre un panorama de la science contemporaine, accessible à tous.
Dans l’ouvrage collectif, À visage différent, l'alliance thérapeutique autour de l'enfant meurtri, publié en 1997, Michel Serres et André-Robert Chancholle ont édité les contributions d'une quinzaine de personnalités: psychologues, médecins, chirurgiens, orthodontistes, etc., pour traiter des problèmes thérapeutiques, moraux et sociaux auxquels sont confrontés les parents d'un enfant né porteur d'une malformation. Nombre d'informations sur les possibilités thérapeutiques et les gestes opératoires susceptibles de répondre à leurs préoccupations se trouvent dans ce livre. Il s’agit de « réunir les résultats des recherches, exposer les moyens et les techniques modernes qui peuvent être utilisés, et surtout apporter les idées nouvelles qui doivent changer le point de vue de tous les intervenants auprès de ces enfants ».
Michel Serres crée, en 1998, avec son éditrice chez Flammarion Sophie Bancquart, les Éditions le Pommier avec pour objectif de rendre accessible à tous l’ensemble de domaines de la connaissance et de la réflexion, scientifiques et philosophiques. N'ayant pu voir le jour chez Flammarion, cette maison d'édition est d'abord accueillie par Claude Durand au sein de Fayard, avant de devenir indépendante en 2021, et d'être finalement rachetée par Belin (groupe Humensis) en 2010.
Le livre de la médecine, co-dirigé une nouvelle fois par Michel Serres et Nayla Farouki, avec la collaboration de quatre médecins (Laurent Degos, Michel Hautecouverture, Didier Jeannin, et Christian Spadone), paraît en 2001 aux Éditions le Pommier. 400 articles décrivent l'être humain vu par le médecin : corps et psychisme, maladie et santé, thérapies et recherche.

### Activités médiatiques et artistiques
En 1978, Pierre Samson réalise L’Archipel Carpaccio, documentaire de 40 minutes où Michel Serres commente l'oeuvre de Carpaccio à Venise. Dans les années 1980, Michel Serres apparaît dans certains films du cinéaste québécois Pierre Perrault, comme La grande allure et Les Traces du rêve.
Fasciné par la capacité de la science à dater les phénomènes et les objets (la Terre, l’Univers), Michel Serres dialogue avec l’astrophysicien Pierre Léna, dans une longue série télévisée Tours du Monde, Tours du Ciel, réalisée par Robert Pansard-Besson et diffusée sur la chaîne publique La Sept en 1991. En mêlant l’histoire de trente siècles d’astronomie à celle de l’univers tout entier et du Big-bang que révèle l’astrophysique contemporaine, ces films élargissent le panorama dans une seconde série télévisée, La Légende des sciences (1997), du même réalisateur. Une émission entière d'Apostrophes, du 21 juillet 1989, est consacrée à René Girard et Michel Serres à Stanford.
En 1994, Michel Serres est nommé président du conseil scientifique de La Cinquième, la chaîne de « télévision de la connaissance, du savoir et de l'emploi », lancée par Jean-Marie Cavada.
Le film Noël en Quercy, réalisé par Raymond Pinoteau en 1996, est basé sur une nouvelle de Nouvelles du monde de Michel Serres. Le scénario, coécrit par Michel Serres et Anne-Marie Delaunay, relate un drame amoureux survenu dans un milieu paysan pendant la Seconde Guerre mondiale. L'histoire soulève la question de la prescription et de la justice.
Michel Serres, en compagnie de Michel Polacco, écrit et anime 362 chroniques d’environ six minutes, dans l’émission Le Sens de l'info sur France Info, entre 2004 et 2018. Dans ses chroniques, il propose une lecture philosophique de l'actualité. Il prend le contre-pied des stéréotypes dominants pour offrir une réflexion ouverte et nuancée, cherchant à susciter la curiosité et à transmettre un message optimiste face à l'information morose diffusée par les médias. Il y exprime notamment son enthousiasme pour Wikipédia comme lieu de rassemblement gratuit de connaissances, entreprise « non gouvernée par des experts » de connaissance partagée. Les chroniques de Michel Serres sont éditées sous forme de livre, et sous forme audio,.
En 2007, Catherine Bernstein, en collaboration avec Christiane Frémont, réalise le documentaire Le Voyage encyclopédique de Michel Serres.
Le philosophe aborde le domaine artistique en avril 2008, quand il prépare un spectacle son et lumière intitulé « Bestiaire », pour la ville du Mans. La représentation unique eut lieu le 11 mai. Il a aussi écrit et enregistré en 2005 un texte pour accompagner Les Sept dernières paroles du Christ, de Haydn, interprété par le quatuor Ysaÿe. Michel Serres a participé également à la représentation du Messie de Haendel au théâtre du Châtelet en mars 2011. Il intervient à quatre reprises au cours de la représentation, dans quatre homélies.

### Fin de vie
Michel Serres meurt le 1er juin 2019, à l'âge de 88 ans, dans le 14e arrondissement de Paris. Ses obsèques se déroulent en la cathédrale d'Agen le 8 juin 2019. Il est inhumé le même jour au cimetière Gaillard d'Agen. Son épouse Suzanne meurt le 1er novembre 2019.

## Œuvres et itinéraire philosophique
La philosophie de Michel Serres se place sous le signe du voyage, parmi les savoirs théoriques, les objets du monde et de la cité humaine. Entre chacune de ces trois dimensions jouent indéfiniment les inter-références. Par conséquent, Michel Serres fait de la communication la condition de la connaissance de la totalité comme une « superposition de réseaux » non centrés. C'est cette totalité qu'il dit vouloir explorer dans son œuvre. En cela, il est proche du personnage de Pantope, qu’il met en scène dans La Légende des anges.

### Un pionnier du structuralisme
Afin d’explorer le champ du savoir, Michel Serres discerne, dès 1960, l’importance de la notion de structure, importée des mathématiques du groupe Bourbaki :  « Une structure est un ensemble opérationnel à signification indéfinie, groupant des éléments en nombre quelconque, dont on ne spécifie pas le contenu, et des relations, en nombre fini, dont on ne spécifie pas la nature, mais dont on définit la fonction et certains résultats quant aux éléments. »  Michel Serres est sans doute le premier philosophe à définir un programme global explicitement structuraliste en philosophie, à l’instar de Claude Lévi-Strauss en anthropologie. Michel Serres nomme son projet : théorie générale de l’importation, ancrée dans la pensée analogique. Le structuralisme inaugure une ère nouvelle dont Serres qualifie la méthode de « loganalyse » : « Sur un contenu culturel donné, qu’il soit Dieu, table ou cuvette, une analyse est structurale (et n’est structurale que) lorsqu’elle fait apparaître ce contenu comme un modèle. »
Ainsi, ce contenu est isomorphe à un certain nombre d’autres contenus. La structure est précisément ce qui se conserve dans un isomorphisme entre deux ensembles. Un exemple privilégié est celui des trois fonctions de Georges Dumézil. Ainsi, le structuralisme va de la structure au modèle dit Vincent Descombes : « le sens n’est plus ce qui est donné et dont il faut comprendre le langage obscur, c’est au contraire ce que l’on donne à la structure pour constituer un modèle. » La traduction de la langue d’une région dans celle d’une autre région est possible au-delà des régions scientifiques, la série des modèles ne se limite pas aux savoirs scientifiques, et l’on peut retrouver le thème déjà dégagé dans la littérature, dans le discours politique, religieux, etc. On passe alors de « la formation culturelle nommée science » à l’ensemble des formations culturelles. La thermodynamique, par exemple, n’est pas seulement l’une des sciences, elle est ce qui se dit dans toutes les sciences. « La machine à vapeur n’est plus seulement ce que disent les sciences de la nature (avec leur énergétique), mais aussi bien Marx avec son accumulation du capital, Freud avec son processus primaire, Nietzsche avec sa volonté de puissance et son éternel retour, Bergson avec ses deux sources, l’une chaude et l’autre froide, et encore Michelet, la peinture de Turner, les romans de Zola, etc. »

### Le transcendantal objectif
Michel Serres est frappé très tôt par l’attention exclusive apportée par les philosophes à l’analyse subjective. Il s'éloigne par conséquent d'une approche purement idéaliste du transcendantal (c’est-à-dire ce qui concerne les conditions de possibilité de la connaissance), en intégrant une matérialité qui inscrit ses conditions d'existence dans le monde. Il formule, dès 1960, le projet de réorienter les analyses philosophiques vers l’objet. Le transcendantal objectif repose sur les objets du monde, des artefacts techniques. Au lieu d’être uniquement une structure imposée par l’esprit, le transcendantal existe dans le réel lui-même. Il existe des régularités, des structures, des codes inscrits dans les choses elles-mêmes, qui rendent possible une connaissance universelle. Ces structures, objectives, sont présentes avant toute perception humaine et rendent possible l’émergence d’un savoir objectif « …où les choses solides impures ou pures, portent, inscrites sur elles, une information que la théorie entière concourt à déchiffrer, où elles s’entre-informent, comme, autrefois, les atomes de la nature s’entrexprimaient. Ce langage informel de l’inter-objectivité nous amène à une philosophie de la nature… Restait à faire varier les objets du monde, pour retrouver en tous lieux l’inscription, l’échange, l’émission et la réception, de ce logos muet qui est l’énigme même où nous sommes plongés. Il existe bien un transcendantal objectif. » Michel Serres avance l’idée, dès 1972, que produire de l’information n’est pas le propre de l’homme, idée reprise dans un discours donné en 2013 à l'Académie Française :

« Il existe de l'information en général qui peut se stabiliser dans un solide, puisque chaque objet reçoit et émet, stocke et traite également de l’information. Ainsi, toute connaissance est une traduction par laquelle il s'agit « de déchiffrer le langage des objets appliqués aux objets, en reconstituant, quand il se peut, ce langage objectif ». Il existe des objets, indépendamment de nous. Ce que nous pouvons en connaître tient à ce qu'ils nous disent. »Michel Serres, « Communication de M. Michel Serres », sur Académie Française, 26 février 2013

### Le réseau collectif
Face à ce monde d'objets, matériel, un autre réseau existe : celui de la communauté humaine. Prise collectivement, l'humanité constitue en elle-même un autre champ transcendantal, par l’intersubjectivité qu'elle suppose : « Le nous appartient en propre à tous et en commun à chacun, il désigne le réseau multicentré, que nos décisions arbitraires découpent à loisir, segmentent et mutilent. Il existe donc un sujet et un seul, l'intersubjectivité comme telle. »
Cela revient à dire qu'il existe bien, devant le monde des objets, une conscience, mais que cette conscience n'échappe au statut d'objet et ne se distingue de leur réseau qu'en formant un autre réseau, celui du nous. L'individu n'existe donc en tant que conscience qu'en s'intégrant ou en se positionnant à l'intérieur du réseau formé par l'ensemble des individus. Michel Serres trouve en cela une parenté avec la méthode de Leibniz, qui privilégie la relation par rapport à l'être. Cela présuppose un décentrement du cogito, du sujet pensant : « La voie de la philosophie traditionnelle, la voie de Descartes, celle de Kant, celle de Husserl, sera, par circonscription méthodique, fermée pour un temps. Car cette philosophie se trompe lourdement de vouloir rechercher le sujet avant, et par manière de fondement premier. Il convient de le rechercher après. Il faut retourner complètement la méthode philosophique traditionnelle. »
Face à l'ensemble des discours et des objets n'existe qu'un sujet transcendantal : le collectif humain : « Le sujet, à lui seul, n'est pas au fondement de la connaissance, et le transcendantal n'est pas en lui. La connaissance n'est rien sans un collectif qui la fonde (...) la conscience est le savoir qui a pour sujet la communauté du nous. La communication crée l'homme ; il peut la réduire, non la supprimer sans se supprimer lui-même (...) S'il y a un sujet de la pensée, il est messager pour le savoir et l'information morte, il est intercepteur pour la réactivation de l'information ruisselant dans le réseau. »
Cependant, un danger guette, si la collectivité ignore les objets : « La collectivité ne connaît que soi et ne se donne pour objet que soi-même, son bruit, ses relations, ses rues et son marais, sa gloire, sa puissance, sa politique, ses haines. Elle s'alimente et fait ses délices de ses clameurs, sourde aux bruits du monde, aveugle à sa lumière, insensible à ses appels. » Pour échapper à ce danger, la science permet une communication optimale qui crée de l’ordre, de l’unité dans la multiplicité mais en réduisant les choses au statut d’objet passif. En lieu et place de ces objets silencieux, Serres introduit le concept de quasi-objet en prenant l’exemple du ballon de rugby : « Autour du ballon, l’équipe fluctue vite comme une flamme, elle garde, autour de lui, par lui, un noyau d’organisation. Il est le soleil du système et la force qui passe entre ses éléments, il est centré décentré, décalé, dépassé, des choses qui existent à travers leurs relations et circulation entre sujets et objets. […] L’objet est ici un quasi-objet en tant qu’il reste un quasi-nous. Il est plus un contrat qu’une chose, il est plus de la horde que du monde. » Ni sujets, ni objets, les quasi-objets n’existent que par les relations qu’ils tissent. Par leur circulation, ils ont pour effet de stabiliser les relations et d’objectiver le lien social. Ainsi, l’individuel et le collectif sont inséparables : nous sommes tous le produit d’échanges et d’interactions.

### Le nouveau «nouvel esprit scientifique»
La première partie de l'œuvre de Michel Serres est consacrée en partie à la philosophie des sciences. Le premier livre publié de Michel Serres, issu de sa thèse principale, est consacré à l'œuvre de Leibniz. Il donne l'ouverture de son approche philosophique du côté des sciences dans sa thèse secondaire, intitulée « Essai sur le concept épistémologique d’interférence », qui sera publiée dans le second volume d’Hermès, en 1972.
Il s’agit, dans l’exploration simultanée des trois champs – du savoir, des objets et des humains – de privilégier l’analyse de la science en acte et des techniques, dans l’idée d’une encyclopédie, animée par un nouveau nouvel esprit scientifique : « Le phénomène le plus remarquable du nouveau nouvel esprit [scientifique] est l'effondrement de la partition qui faisait naguère de l'encyclopédie une association de cellules. Par des chemins qu'il projetait aveuglément, les sciences en sont venues à un état que Leibniz décrivait : elles forment ou tendent à former un « corps continu comme un océan », qu'il est arbitraire de diviser [...] Le nouveau nouvel esprit se développe en une philosophie du transport : intersection, intervention, interception. Cette philosophie parle des sciences, mais elle n'est pas muette sur le monde qu'elles expriment ou instituent, sur le monde des choses et le monde des hommes. »
L’encyclopédie dessine un réseau d'expression entre les disciplines du savoir. Mais la multiplicité mouvante de ces nœuds impose l'idée qu'il n'y a pas de science reine, c'est-à-dire de science référence, contrairement au positivisme. Chaque région de l'encyclopédie emprunte ses concepts ou renvoie à une multitude d'autres régions, le savoir constituant ainsi un des réseaux fondamentaux de l'univers.
Pour Michel Serres, le concept d’intersection, la démarche analogique et l’importation des concepts doivent permettre d’ouvrir la voie à une épistémologie non bachelardienne. Si Michel Serres reconnaît ce qu’a apporté Gaston Bachelard, il prend ses distances en considérant qu’il n’y a plus de « coupure franche et définitive de l’histoire à la physique, de l’histoire en général à l’histoire des sciences. » Dès Hermès I (1968), il s’élève contre l’épistémologie normative. Tout en travaillant l’histoire des mathématiques et la physique, Serres dénonce le partage disciplinaire de l’histoire des sciences. La science cloisonnée en secteurs se constitue en fait par échanges et traductions, grâce à des confluences multiples entre régions du savoir.

« Tout le monde parle d’histoire des sciences. Comme si elle existait. Or je n’en connais pas. Je connais des monographies ou des associations de monographies à intersection vide. Il y a des histoires des sciences, distributivement. De la géométrie, de l’algèbre, à peine des mathématiques, de l’optique, de la thermodynamique, de l’histoire naturelle et ainsi de suite. […] Tout se passe comme s’il était interdit de s’interroger sur la classification des sciences en secteurs […] Peut-être faudrait-il commencer par faire l’histoire critique des classifications. Mais l’histoire même est dans une classe. »

En 1972, il lance une attaque frontale contre La formation de l’esprit scientifique de Gaston Bachelard, qu’il accuse de vouloir moraliser la science en la purifiant de tout péché. Et il ajoute en 1974 : « Il n’y a de mythe pur que le savoir pur de tout mythe. » Toute science est impure, car elle est mêlée de mythe, de rêve, d’images, d’idéologie. La rupture avec la vision bachelardienne sera consommée avec la parution en 1977 de La Naissance de la physique dans le texte de Lucrèce, qui présente le De rerum natura de Lucrèce comme un ouvrage scientifique, à l'encontre de sa lecture habituelle comme poème métaphysique, jetant ainsi un doute sur le concept de rupture épistémologique. Défiant frontières et démarcations, Serres propose une lecture du De rerum natura, visant à réhabiliter – et non disqualifier à la façon de Bachelard – sa portée scientifique. La Naissance de la physique dans le texte de Lucrèce (1977) démontre la cohérence de l’hypothèse du clinamen (la très légère déviation de la trajectoire des atomes qui d’après Lucrèce, conduit aux premiers agrégats d’atomes et par voie de conséquence à la genèse du monde ordonné) à la lumière de la dynamique des fluides du XXe siècle. Ce livre met aussi en scène une nouvelle figure du temps, le vortex ou tourbillon dans un écoulement laminaire, comme singularité inaugurant une trajectoire nouvelle.
À partir de là, Michel Serres ouvre la voie à une nouvelle philosophie qui renoue avec l’horizon humaniste à partir de nouveaux modèles contemporains : la théorie du chaos en physique nucléaire, la théorie des catastrophes en mathématiques et la théorie des fractales en géométrie. Non seulement Lucrèce invente une physique des fluides, mais il confère à sa découverte une éthique, une sagesse qui fonde les rapports de l’homme avec la nature, non sur la prédation mais sur l’harmonie, le respect des équilibres du vivant. Michel Serres s’éloigne progressivement de l’horizon formaliste de ses premiers travaux, sans le renier toutefois, Il s’attacher à l’étude des sens, du corps en tant que médiateur entre le monde extérieur et le monde intérieur. Il fait prévaloir la multiplicité contre l’unicité, la bifurcation et non le dépassement dialectique, la mobilité et non l’invariant, l’aléatoire plutôt que l’inéluctable, le contingent plutôt que la règle générale, l’expérience plutôt que le formalisme.

### Le pionnier de la philosophe de la communication
Michel Serres est convaincu très tôt, dès le début des années 1960, que l’inscription de la philosophie dans le monde contemporain viendra de la théorie de l’information, en référence à Léon Brillouin et d’une philosophie de la communication : la victoire d’Hermès sur Prométhée: « L’homme, désormais ou bientôt, ne vivra plus que de messages. ». Cette thématique présente le dépassement de la révolution industrielle par l'impact de la communication issue et transformée par les découvertes scientifiques. Dans ses cinq livres consacrés à Hermès, dieu grec des commerçants et de la communication, Michel Serres tente une herméneutique des impacts de la science dans le monde contemporain. Le thème des messagers est présent dans son livre consacré aux anges en 1993, La Légende des Anges, qui peut être lu comme une métaphore du rôle du philosophe qui annonce et montre l'état du monde contemporain: « Les Anges réussissent depuis toujours ce que depuis longtemps j’essaie de penser : un univers mêlé, flamboyant, rigoureux, hermétique et panique, serein et ouvert, une philosophie de la communication, traversée de systèmes en réseaux et de parasites, et demandant, pour se fonder, une théorie des multiplicités, du chaos, du chahut et du bruit, avant toute théorie. »
La lecture que fait Michel Serres de la Monadologie de Leibniz lui permet d’expliquer l’engouement du monde moderne pour la communication horizontale. Il retient de Leibniz les deux facultés possédées par l’individu : la volonté et l’entendement, soit la combinatoire entre l’infinité des mondes possibles et la volonté consistant à choisir parmi eux le meilleur des mondes possibles. « Leibniz a trouvé, et la science aujourd’hui confirme, que de la combinatoire naissent à la fois l’individu et le temps. » L’autre objet d’adhésion de Michel Serres à Leibniz est que la méthode donne la prévalence au calcul, qui doit se substituer à l’évaluation ou à l’opinion : il substitue à une vérité évidente la multiplicité des probabilités, des possibilités. Il redécouvre avec Leibniz la pensée procédurale, c'est-à-dire l'importance de la notion d’algorithme.
Il s’agit de dégager les conditions de possibilité de relations réussies. Michel Serres part en quête d’une structure générale de la communication s’organisant autour d’une diagonale de l’intersubjectivité. Tout dialogue entre deux individus engage un carré du dialogue qui constitue ses conditions de possibilité, engageant une troisième personne, le tiers exclu sans lequel la communication n’est pas possible et un quatrième homme entre dans le carré au moment où la communication réussit. La figure du Parasite représente tous les obstacles à la communication, mais, par les bifuractions qu'il implique, le parasite ouvre sur une relation symbiotique, potentiellement porteuse d'innovation.
Michel Serres recherche un savoir qui soit adapté aux moyens de la communication moderne, plus horizontale, moins hiérarchique, non centrée autour d’un point fixe, disséminée selon les connexions du réseau. Il donne une dimension éthique et philosophique à cette vision du multiple : il critique les philosophies monistes et dualistes, qui imposent une vision trop rigide du monde. Il valorise une pensée du réseau, de la connexion et du flux, qui permet de comprendre la diversité sans l’écraser sous une unité artificielle.
Le rapport au monde extérieur passe par le corps et Michel Serres, en philosophe des médiations, trouve avec cette plongée dans les aptitudes corporelles un terrain privilégié de recherche. Il propose une pensée du mélange, de l’interconnexion et de la fluidité, refusant les séparations figées. Plutôt qu’un monde structuré en catégories distinctes, il nous invite à penser un univers de relations, de passages et de métissages, qui refuse les séparations rigides et les exclusions (notamment entre humain et non-humain). La « philosophie des corps mêlés » invite à une pensée de l’altérité et du contact, où le rapport à l’autre est toujours une co-construction et non une opposition. Sa pensée propose une réconciliation entre le savoir et le sensible, entre la théorie et l’expérience vécue. Dans Les Cinq Sens, Michel Serres propose une vision où la connaissance ne passe pas uniquement par la raison abstraite, mais aussi par l’expérience corporelle et tactile. Il propose une alternative au dualisme occidental entre le corps et l’esprit. La peau notamment est interface et membrane, captant le toucher et le monde extérieur, marquée par les cicatrices, les tatouages et les histoires qu’elle porte, comme il le voit dans l’œuvre de Bonnard. Il poursuivra avec des ouvrages sur l’ouïe (Musique) et sur la vision (Yeux), Dans son ouvrage Yeux notamment, il renverse le mythe de la caverne platonicienne et propose de prendre la nuit étoilée, plutôt que le jour, comme modèle de notre savoir.

### De l'histoire des sciences à l’anthropologie des sciences
Pendant vingt ans, de 1969 à 1990, Michel Serres enseigne l’histoire des sciences au département d’histoire de la Sorbonne. À l’historien des sciences revient donc la tâche de dégager les invariants en chaque époque. Et Serres les repère dans la peinture (Carpaccio, Turner…), dans la littérature (Zola, Balzac, La Fontaine ou Molière) ou le théâtre (Corneille). Notamment, dans Esthétiques sur Carpaccio, Michel Serres, dans une langue poétique, présente sa philosophie comme un voyage autour des tribulations d'Hermès à travers les catégories de cartographie, de topologie et d'isomorphisme, par l'analyse sémiologique des tableaux de Vittore Carpaccio.
Tourbillons, nœuds de réseaux, ces images dessinent une figure de l’histoire des sciences exposée dans la préface des Éléments d’histoire des sciences (1989). Il ne s’agit pas dans ce livre collectif de dérouler les avancées scientifiques au fil du temps, ni de les insérer dans un cadre social, culturel économique ou politique. Le temps n’est pas un cadre présupposé ; une multiplicité de temps s’inventent par leurs rencontres ou croisements, et produisent une cartographie complexe que ce livre tente d’esquisser : « Loin de dessiner une suite alignée d’acquis continus et croissants ou une même séquence soudaine de coupures, découvertes, inventions ou révolutions précipitant dans l’oubli un passé tout à coup révolu, l’histoire des sciences court et fluctue sur un réseau multiple et complexe de chemins qui se chevauchent et s’entrecroisent en des nœuds, sommets ou carrefours, échangeurs où bifurquent deux ou plusieurs voies (…) Alors que les sciences s’étagent, s’effeuillent, séparées ou mélangées, en mille disciplines, et qu’elles changent sans cesse et fluctuent, produisant des temps différents, souvent imprévisibles dans leur avancée, ce qui reste relativement invariant dans leur histoire fulgurante et troublée, sont les lieux de convergence et de bifurcation où se posent les problèmes et où se prennent ou ne se prennent pas les décisions. »
Profondément marqué par Hiroshima et la menace d’apocalypse nucléaire, Serres ne sépare pas les sciences et les techniques de la guerre et de la politique. À ses yeux, la science constitue un système idéal de communication rationnelle, universelle, exacte, rigoureuse, efficace. Mais ce système autorégulé n’a plus les moyens de s’autocontrôler : secrets industriels et militaires détruisent le fondement de la rationalité scientifique qui est communication optimale, et la guerre s’installe partout. Si bien que « la question maintenant est de maîtriser la maîtrise, et non plus la nature. »
Dans les années 1980, l’histoire des sciences pratiquée par Serres devient une véritable anthropologie des sciences et des techniques, introduite dans Statues. Michel Serres y aborde le thème de la mort, du fétiche, de l'art, de la religion, dans une suite de chapitres qui commence par une réflexion sur l'explosion de la navette Challenger. Il veut y montrer comment notre monde contemporain résulte à la fois de la civilisation gréco-romaine — par exemple à travers la fonction sacrificielle de la statue chez les Romains — et des inventions techniques faites vers la fin du XIXe siècle, notamment la voiture, au travers d'une analyse du plan de Paris que Michel Serres compare à celui d'une ville romaine, tout en montrant l'impact des découvertes scientifiques et artistiques sur la topographie : la tour Eiffel ou La Porte de l'Enfer de Rodin. Il s’agit de mettre en lumière les fondations de la connaissance rationnelle qui plongent dans le mythe et le sacré. Ensuite, la connaissance scientifique et technique dessine un rapport de l’homme au monde : elle présuppose un découpage entre sujet et objet. La science moderne a réduit les choses ou causes en objets passifs et silencieux gisant sous le regard des savants et rendus disponibles pour exercer la volonté de puissance ou de possession des collectifs humains. Ce partage est redoublé, quasi naturalisé, par le partage entre sciences de la nature (qui parlent du monde en évitant l’homme) et sciences humaines (qui parlent de l’homme en faisant abstraction du monde).
L’anthropologie remet donc en question les dualismes sujet/objet et nature/culture qui sous-tendent l’épistémologie : « Il y a un dialogue incessant et continu des choses entre elles, qui forme le tissu historique des événements et des lois (…) Ainsi ma parole s’entrelace, dans le filigrane réel des choses solides. ». Laisser parler les choses, déployer leurs relations et leurs effets, telle est la tâche du philosophe qui décrit d’un seul geste la naissance du concept, du social et de l’économie dans Genèse. L’approche anthropologique de la connaissance s’accompagne d’un tournant vers le style narratif de la part de Michel Serres. Il montre que la science a besoin de grands récits et de la puissance des mythes pour mobiliser les ressources – humaines et financières – nécessaires à l’avancée toujours ardue des connaissances.

### Le Grand Récit au service d'un nouvel humanisme
Le cheminement de Serres se marque d’une double lecture : celle de la science contemporaine et celle de l’histoire longue des sciences. Il y discerne une dimension synchronique, que dessinent les lois universelles, et une dimension diachronique, qui devient l’objet d’un récit : ainsi de l’histoire de la Terre, conditionnée par ces lois mais singulière dans son émergence en tant que planète, temporellement et spatialement située, décrite par la science. Il distingue ainsi quatre récits emboîtés, ceux de l’Univers, de la Terre, de la vie et de l’humain.
Ces quatre récits vont former le « Grand Récit », en contre-pied de Jean-François Lyotard (La Condition post-moderne, 1979) qui affirmait que les grands récits étaient définitivement morts. Selon Michel Serres, le Grand Récit, comme l’Odyssée, doit pouvoir être raconté à un enfant comme à un spécialiste. Ce récit se présente comme une cosmogonie moderne, répondant aux questions universelles du premier chapitre de la Genèse : d’où viennent le ciel, la Terre, la vie et l’homme, mâle et femelle ? Par les sciences du monde et de l’homme, nous reconstruisons enfin un nouveau grand récit, qui, touchant tous les hommes et le monde en son entier, donne espoir en un humanisme décentré, pour la première fois authentiquement universel.... J’appelle Grand Récit l’énoncé des circonstances contingentes émergeant tour à tour au cours d’un temps d’une longueur colossale, dont la naissance de l’univers marque le commencement qui continue par son expansion, le refroidissement des planètes, l’apparition de la vie sur Terre, l’évolution des vivants telle que la conçoit le néo-darwininisme et celle de l’homme’
Chez Serres, la conception et l’expression du Grand Récit se déroulent alors dans une série de quatre ouvrages : Hominescence (2001), L’Incandescent (2003), Rameaux (2004) et Récits d’humanisme (2006). La synthèse se fait dans Le Gaucher boiteux (2015). Se présentant comme descendant d’Homère et de Darwin, cousin de Leroi-Gourhan et de Jules Verne, l’auteur du Grand Récit, inspiré par Aristote, prend pour devise “Savoir, c’est se souvenir. Et se souvenir, c’est savoir raconter. Raconter, c’est savoir“. Un souvenir qui s’étend sur une temporalité unificatrice, longue de plus de treize milliards d’années qui sont marquées par d’incessantes bifurcations contingentes, émergences de nouveautés dont celle, parmi tant d’autres, de l’hominisation. Le récit raconte le long commencement d’une histoire inachevée, dont les sciences savent dater chaque étape. Les sciences de l’homme se tissent dans celles de la nature. Serres rejette intensément, comme une marque tragique d’inculture, toute fracture entre personnes qualifiées de 'littéraires' ou de 'scientifiques'. Le Grand Récit doit être un acte de réconciliation. Michel Serres entreprend un long voyage au cours de l'Histoire en contant à ses lecteurs le « Grand Récit de l'Univers ». Ce dernier commence avec le big-bang et le développement des premières formes de vie sur Terre, se poursuit à travers les âges et les métamorphoses du monde pour finalement arriver au XXIe siècle de Petite Poucette.
Dans son ouvrage Le Gaucher boiteux, Michel Serres effectue un éloge de la pensée et de l'invention en s'attachant à démontrer que ce « Grand Récit de l'Univers » est émaillé d'innovations, de bifurcations, d'inventions. Ainsi, à l'instar de Copernic et Galilée (qui furent les premiers à postuler que c'était la Terre qui tournait autour du soleil, s'opposant de facto au géocentrisme porté par l’Église alors en vigueur à cette époque), de Darwin (qui fut le premier à proposer une théorie sur l'évolution fortement critiquée à son époque) ou encore de Wegener (qui fut le premier en géologie à proposer l'existence de plaques tectoniques mouvantes), l'Histoire est le récit d'innovations, de bifurcations multiples. L'allégorie permet à Michel Serres de mettre en lumière que tout inventeur est une sorte de gaucher boiteux. La figure singulière du gaucher, notamment abordée dans une chronique du Sens de l'Info avec Michel Polacco, est un thème cher à l'académicien, lui-même gaucher contrarié. Obligés constamment d'évoluer dans un monde conçu pour les droitiers, les gauchers ont pour Michel Serres un grand mérite : ils sont nés dans une sorte d'instabilité, bifurquent et sont donc portés à innover notamment pour mieux s'adapter. La thèse de Serres consiste à affirmer que toute invention suppose de sortir des sentiers battus, une rupture avec le conformisme. Dès lors, la personne qui invente doit nécessairement se mettre en marge, bifurquer et penser par elle-même ce qui se traduit par cette formule de Michel Serres pour qui « penser, c'est inventer, pas imiter, ni copier ! »

### Le contrat naturel
Il se lie d'amitié avec Jacques Monod, qui lui soumet le manuscrit de son livre Le Hasard et la Nécessité en 1970, ainsi qu'avec François Jacob, découvrant ainsi la biochimie.  À partir de 1990, il se tourne vers les sciences de la vie et de la Terre (SVT). Elles l’inspirent profondément lors des décennies suivantes, avec notamment la rencontre de la biologiste Béatrice Salviat qui lui révèle la botanique et à laquelle il dédiera Biogée (2010). Il estime que « les sciences de la vie et de la Terre remplaceront la physique, donnant naissance à un nouveau travail qui renouvellera la face de la Terre. » Le panorama de l’univers est alors dessiné selon lui, depuis les temps du Big Bang jusqu’à l’évolution du vivant et l’émergence de l’humain.
L'un des thèmes majeurs que Michel Serres a décliné dans plusieurs livres (Le Mal propre, Biogée, La Guerre mondiale), est attaché au Contrat naturel, publié en 1990. Dix ans auparavant, le philosophe est invité au Japon à une conférence organisée en marge du G7, avec une vingtaine de scientifiques et intellectuels venus du monde entier, dont Jean Dausset, (futur) prix Nobel de médecine et François Gros, qui dirigeait l'Institut Pasteur. L'échec de cette réunion, qui avait pour ambition de réfléchir aux fondements d'une éthique universelle, amènera Serres à interroger la question écologique à travers la philosophie du droit. Il remarque que tout ce qui n'est pas le genre humain est exclu de la Déclaration universelle des droits de l'homme de 1948. D'où son idée de poser le principe d'un nouveau droit, non exclusivement réservé à l'espèce humaine. Pas de droit de la nature, dit-il, sans un « contrat naturel ». La nature, affirmait-il, doit devenir un sujet de droit: « Le Contrat naturel est un ouvrage de philosophie du droit, puisqu’il s’agit de la découverte d’un lieu tiers, d’où l’on peut voir, en même temps et à la fois, la raison scientifique et la raison juridique, les lois du monde physique et les lois politiques des collectifs humains, les règles de la Nature et les règles des Contrats. »
Michel Serres développe dans Le Contrat naturel, et plus tard dans Hominescence, la notion d’objets-monde qui rend compte d’un basculement fondamental dans notre rapport aux artefacts et aux technologies. Si, autrefois, un objet technique était local, limité à une fonction précise dans un environnement donné, certains objets sont aujourd’hui devenus des « objets-monde », qui désignent des artefacts de grande taille, équipotents à la puissance du monde, qui agissent à une échelle planétaire, comme Internet, le smartphone, le satellite GPS, les déchets nucléaires, etc. Nous habitons dans un univers façonné par eux. Les objets-monde redéfinissent notre condition humaine. Nous sommes façonnés par eux autant qu’ils nous façonnent.
Dans Le Mal propre, Serres montre que l’histoire de l’humanité est marquée par une liberté paradoxale : celle de polluer pour marquer et s’approprier un territoire. En ce sens, la liberté humaine, comprise comme possession et expansion, doit être remise en question. Serres défend une liberté relationnelle : nous dépendons toujours de réseaux, de flux et d’interactions avec autrui et avec le monde. Nous ne sommes libres que dans la mesure où nous pouvons échanger, nous lier, nous déplacer, mais à condition de garder une maitrise de notre maitrise, dans la reconnaissance d'une co-dépendance avec l’ensemble du vivant et des choses. Ainsi, la liberté ne serait plus un pouvoir sur autrui ou sur la nature, mais une manière de coexister sans appropriation dans une symbiose avec le vivant, une pratique d’harmonie avec le monde, une manière d’habiter sans posséder par le contrat naturel.
Comme le souligne Jean-Marc Drouin, le droit donné à la nature, dans l’optique du Contrat naturel selon Michel Serres, est conçu pour limiter le droit de quelques-uns d’abuser du bien commun à tous, et rappeler à chaque génération les droits des générations suivantes. Ainsi, sous le rapport à la nature, apparaît la question des limites du droit de propriété, qui s'inscrit dans une visée politique.

### La philosophie et l'éradication du mal
Le paradoxe chez Michel Serres tient dans la coexistence d’une « philosophie politique, redéfinissant la relation de l’homme avec la nature, s’opposant à toutes les formes de domination, agissant pour la transmission, l’instruction, soucieuse d’approfondir la démocratie participative, indignée par les inégalités sociales et la paupérisation du tiers monde » (du quart-monde aussi), et le rejet des instances politiques traditionnelles.
L’identification de la structure du point fixe est une des premières avancées majeures de Michel Serres dans son premier ouvrage, Le Système de Leibniz et ses modèles mathématiques (1968). Il éclaire la notion d’un « point central, site perspectif, centre d’équilibre et d’appui, origine et référence – pour la raison, l’histoire, la conduite et le salut… »  L’âge classique se donne comme objet premier de recherche un point fixe comme lieu de référence et point de vue optimum.
Or, le point fixe est à l’origine de la violence. En effet, c’est à partir du point fixe que le tiers est exclus. Le principe du tiers exclu consiste à refouler l'étranger, le bruit, le parasite, à désigner l'intrus comme indésirable, ce qui a pour résultat d'instaurer un état de violence. La thanatocratie, « le gouvernement de la mort », prend le point fixe comme repère : le discours de pouvoir modélise la structure du point fixe et son travail de violence en vue d'occuper tout l'espace. Michel Serres en nomme le moteur, le « triangle thanatocratique », qui exprime l’union de la science (par l’innovation théorique), des techniques (par la reproduction en séries industrielles) et de la surenchère stratégique. Ce triangle forme l’alliance de la théorie et de la pratique en vue de l’impérialisme, alliance animée d’une raison calculatrice, prévisionnelle, prospective, orientée vers une finalité, qui n’est autre que la mort.
Michel Serres a été profondément marqué par la menace d’apocalypse nucléaire, il dit même souvent que ce sont les explosions de Hiroshima et Nagasaki qui ont été à l'origine de sa philosophie. Michel Serres dit que les Lumières du XVIIIe siècle se sont éteintes avec l’éclair de ces bombes. La science que l’on croyait toute bonne est mise au service de la mort. Ainsi, « le savoir peut devenir un outil de destruction collective ». C’est l'absence de finalité assignée à la science par les scientifiques qui rend celle-ci mortifère en laissant le pouvoir lui en donner une. Michel Serres ne sépare pas les sciences et les techniques de la guerre et de la politique. Il se concentre, dès le début de son œuvre, sur la problématique morale des progrès de la science et de ses effets. À ses yeux, la science constitue un système idéal de communication rationnelle, universelle, exacte, rigoureuse, efficace. Mais ce système autorégulé n’a plus les moyens de s’autocontrôler : secrets industriels et militaires détruisent le fondement de la rationalité scientifique qui est communication optimale et la guerre s’installe partout. Si bien que « la question maintenant est de maîtriser la maîtrise, et non plus la nature. » Comment créer une éthique, envisager une déontologie quand science et violence s'allient ?
Michel Serres développe par la suite une philosophie de l'Histoire dans son livre Darwin, Bonaparte et le Samaritain : une philosophie de l'histoire publié en 2016. L’histoire de Michel Serres est construite en trois âges répondant aux trois questions traditionnelles de la philosophie : D’où venons-nous ? Qui sommes-nous ? Où allons-nous ? À chacun de ces âges jouent en tension les couples vie/mort, paix/guerre, énergie/entropie, doux/dur. Le premier âge est symbolisé par la figure de Darwin : la théorie de l’évolution concerne le temps long qui donne les conditions génériques de notre monde. Les sciences en général ont élargi notre vision des commencements pour répondre à la question de nos origines, vers le plus lointain passé. Biologie évolutive, astrophysique, cosmologie sont les sciences de référence. Le couple énergie-entropie correspond au couple évolution-mutation et sélection du premier âge. Le deuxième âge est l'âge du dur|, celui symbolisé par Napoléon : physique, mécanique, thermodynamique sont les sciences majeures de ce temps, propre à construire des armes mortelles de plus en plus sophistiquées.
Le troisième âge, est l'âge du soft, où le monde est un nouvel acteur et où les SVT prennent les pas. Michel Serres considère que le véritable humanisme vient seulement de naître à l’époque contemporaine avec la réalisation de l’homme universel permise par les technologies modernes de communication Dans l’humanisme que Michel Serres promeut, en lien avec la communication, il convient d’opérer une distinction majeure entre identité et appartenance. Il ne faut pas les confondre, car la projection de l’appartenance sur l’identité est la source du racisme, en réduisant un individu à une de ses caractéristiques, physique ou sociale, selon une forme d’essentialisation. Parler d’identité nationale, ou d’identité sexuelle, relève d’une erreur de logique et même, ajoute-t-il, du crime politique. La « carte d’identité » ne fait que mentionner en fait certaines appartenances (sexe masculin ou féminin, classe d’âge, nation), appartenances qui se multiplient et se complexifient avec le temps.
Il développe ainsi sa réflexion sur la topologie dans Hominescence (2001), où selon la thèse de l'auteur « notre habitat se fait topologie » grâce à l'internet et au portable. Le message confond voix et écrit, et celui-ci se met au service de la voie démocratique par une profonde mutation anthropologique. Michel Serres définit la condition humaine en inventant le néologisme d’hominescence, plus adapté à notre époque que celui d’hominisation. Avec ce mot, il désigne la mutation en cours, qui s’est accélérée au XXe siècle, modifiant l’homme en profondeur, son corps, sa vie, sa mort et son rapport à la nature. Les progrès de la technique ont externalisé toute une série de manipulations, ce qui a permis aux techniques de s’autonomiser et d’évoluer de manière indépendante : « C’est ce que j’appelle l’exo-darwinisme. Notre corps, en s’extériorisant, n’a plus besoin d’évoluer. […] Ainsi, par cette externalisation, commence le temps culturel, différent du temps vital, avec d’autres rythmes et d’autres tempos »
Serres voit dans la technique un nouvel universel humain, un possible humanisme technologique, où il convient de retrouver la « maîtrise de notre maîtrise ». Ses idées sur la technique, déjà développées dans ses Cahiers de formation, sont exposées dans Petite Poucette. Le 1er mars 2011, en séance solennelle à l'Académie sur le thème « Les nouveaux défis de l'éducation », Michel Serres prononce le discours « Petite Poucette », en référence à une génération dont il explique qu'elle connaît des mutations profondes, des transformations hominescentes rarissimes dans l'histoire : « Il ou elle n’a plus le même corps, la même espérance de vie, n’habite plus le même espace, ne communique plus de la même façon, ne perçoit plus le même monde extérieur, ne vit plus dans la même nature ; né sous péridurale et de naissance programmée, ne redoute plus la même mort, sous soins palliatifs. N’ayant plus la même tête que celle de ses parents, il ou elle connaît autrement. » Il tirera un livre de cette conférence, Petite Poucette, énorme succès d'édition avec plus de 270 000 exemplaires vendus en France. Dans cette courte fable il décrit l'ensemble des changements induits par la révolution numérique, qui affecte tout ce à quoi était habitué l'être humain. Cette révolution est incarnée par une jeune fille qui de ses pouces habiles pianote sur le clavier de son portable. Cette vision de la technologie, dans un sens humaniste, s’assortit d’un projet éducatif complet.

### Philosophie de l'éducation
Cherchant à décloisonner le savoir, Michel Serres tente d'établir des liens, de lancer des ponts, d'entremêler savoirs scientifiques et littéraires pour réconcilier deux cultures qui pour lui n'en font qu'une. Michel Serres a accordé une grande place au partage des savoirs. Il théorise les questions d'éducation en distinguant « élever », « instruire » et « éduquer » dans Le Tiers-Instruit. Pour Michel Serres « tout apprentissage consiste en un métissage ». Sa vision de l’éducation implique de repenser l’université pour assurer le passage du monde ancien au monde nouveau, et passer d’une conception du savoir à une autre, plus riche, acceptant la pluralité :« Meurt… l’organisation en général fondée sur la hiérarchie ou la pensée hiérarchique comme constitutives de l’ordre. Apparaissent ensemble et partout des schémas d'autorégulation, des organismes en réseau, la pensée multipolaire, des équilibres métastables, le concept d’autorégulation. Cela est vrai, d’un coup, dans le champ du savoir et dans l’action collective, par la recherche encyclopédique et l’existence sociale. » Michel Serres critique la relation d’autorité entre maître et élève et prône une pédagogie fondée sur l’écoute et le dialogue. Il affirme que "parler à quelqu’un, c’est d’abord l’écouter" et insiste sur le fait que l’enseignant ne détient pas un pouvoir sur l’élève, mais seulement sur le savoir qu’il transmet. Dans cette perspective, l’apprentissage ne repose pas uniquement sur la transmission d’un contenu, mais sur la capacité du professeur à répondre à son public et à ajuster son discours en fonction des attentes des élèves.
Dans ses travaux, Serres s’oppose à la conception d’un savoir figé et centré sur un point de référence unique. Il valorise une approche décentrée, où le savoir est vu comme un réseau en constante évolution. Il propose une approche dynamique, où l’éducation devient une navigation à travers différents champs de connaissance. La connaissance ne peut être que transversale et interdisciplinaire, car tout est en réseau. Il s’agit de faire circuler le savoir entre sciences dures et sciences humaines, ce qu’il appelle Le Passage du nord-ouest. Les sciences exactes et les sciences humaines doivent se croiser pour comprendre le monde. Le tiers-instruit est celui qui se situe entre plusieurs disciplines, entre plusieurs cultures, sans appartenir pleinement à l’une ou à l’autre. Ce n’est ni un spécialiste enfermé dans son domaine, ni un ignorant, mais un passeur de savoirs, un médiateur capable de relier des univers différents: la science et la littérature, la philosophie et la technologie, la nature et la culture. L’évaluation ne doit pas sanctionner des erreurs, mais valoriser la capacité à établir des ponts entre les disciplines. L’enseignant n’est plus un maître qui détient la vérité, mais un guide, un facilitateur qui aide à tisser des connexions. Le tiers-instruit est le personnage de la réconciliation entre la culture littéraire et la culture scientifique, au service de l'iinovation. Il ne s'agit pas de faire de l'imitation ou du mimétisme. Même si, dans un premier temps, l'Homme apprend les savoirs par imitation, par mimétisme, celui-ci, une fois qu'il dispose des fondements requis, développe une réflexion personnelle pour exprimer la puissance de la pensée.
Le projet éducatif apparait en toutes lettres dans L’Incandescent, sous le nom de « Programme commun pour la première année des Universités ». Ce projet éducatif repose en bonne part sur la notion de Grand Récit. Michel Serres insiste sur le primat des préoccupations écologiques et suggère d'accorder la priorité aux sciences de la vie et de la terre (SVT), jusque-là considérées comme relativement secondaires).
Ce souci de partage par l’éducation le rapproche du programme éducatif La main à la pâte, initié par Georges Charpak en 1995.

### Relire et relier: la philosophie de la religion
Michel Serres achève son œuvre peu avant sa mort par un livre sur la religion, Relire le relié (2019). Le rapport de Michel Serres au christianisme est complexe. Il rejette explicitement l'« hypothèse Gaïa ». Sa position mystique, qui prône l'effacement de soi, est inspirée de celle de Simone Weil : « C'est précisément parce que l'homme n’est rien qu’il est de la plus nécessaire urgence de le considérer comme le seul être éminent, sacré, digne d'être (…) Que Dieu ne crée que parce qu’il est amour, rien n’a été dit de plus profond sans doute sur la relation humaine. Sachant lucidement et avec désespérance que je ne suis rien, je pense trouver l’être en autrui. Et par là, je lui donne l’être, et à moi. »
L'ère chrétienne marque selon lui une grande rupture en transformant le message en messager par la métamorphose du verbe en chair, instituant un entre-deux instable entre réel et virtuel :  « Le christianisme ne cesse d'annoncer les phénomènes extraordinaires dont cet espace-temps intermédiaire surabonde, lorsque la communication y devient communion ». C'est cet espace-temps intermédiaire qui fait lien ; il est le cadre instable de la communication entre le sujet, l’objet et les quasi-objets. D’où l’importance de ce qui fait lien : les cols, les ponts, les portes, les ports, les pores… qui combinent systèmes ouverts et systèmes fermés. Les derniers mots de sa philosophie forment une prière, une supplique, afin que l’homme puisse se délivrer enfin du mal, dans l’espoir de se mettre en marche sur un chemin (possible ?) vers la sainteté, par les paroles et surtout par les actes.

## Style et écriture
Le style dans lequel Michel Serres s'exprime est très travaillé, fidèle à l'esprit de la philosophie de langue française. La réflexion entamée par Michel Serres sur les sciences, leurs histoires et leurs impacts, amène le philosophe à concevoir son écriture et sa pensée comme autant de projections, de déplacements, de transpositions du domaine scientifique vers le domaine littéraire. Il peut rassembler en un même paragraphe une allusion scientifique, une référence à l'Antiquité gréco-romaine (Hermès en est un exemple), l'étymologie d'un mot, une notion forgée par le philosophe à partir d'étymons grecs ou latins, par exemple « hominescence », construit à partir du latin homo et du suffixe « -escence », lequel désigne un processus (comme dans les mots incandescence : fait d'émettre de la chaleur ; luminescence : fait d'émettre de la lumière ; phosphorescence ; adolescence ; etc.), pour décrire un nouvel âge de l'homme, d'une nouvelle humanité annoncée qui se crée elle-même par la technique un nouveau corps face à la mort et à la douleur et une nouvelle relation à la nature. Usant d'un vocabulaire choisi,, parfois difficile et métaphorique, elle repose sur une volonté de transposer des théories mathématiques ou physiques, qui permettent à ses yeux de transformer et éclairer notre monde. L'écriture de Michel Serres se fait plus légère avec le temps. Il éclaire sa pensée au cours de nombreuses conférences aux quatre coins du monde et d'interventions médiatiques variées.

## Michel Serres et l'histoire de la philosophie
Michel Serres est entré en philosophie à partir de la lecture de Simone Weil, philosophe et mystique. Michel Serres reprend des dialogues de Platon en les insérant dans sa propre réflexion – le Banquet dans le Parasite, le Ménon dans les Origines de la géométrie etc.). Sa rencontre avec Leibniz est décisive d'abord parce qu'elle lui permet d'écarter la référence obligée à Descartes ; à la méthode, Serres a toujours préféré l'exode. Ensuite parce qu'il voit en Leibniz celui qui a anticipé sa propre théorie de la communication et de l'importance des réseaux.
Contrairement à la tradition philosophique française du XIXe siècle et d'une partie du XXe, Serres n'a pas cédé aux charmes de la philosophie allemande, privilégiant la philosophe de langue française. Il a ainsi exhumé, dans « le Corpus », toute une tradition que l'enseignement universitaire négligeait. Il s'inscrit dans une tradition d'écrivains-philosophes, qui allient la pensée philosophique à l'expression littéraire, comme Montaigne, Pascal, Rousseau, et Bergson. Michel Serres retient des philosophes qui l'ont précédé ce sont davantage des personnages-conceptuels, pour reprendre l'expression de Deleuze, c'est-à-dire des récits, que des analyses conceptuelles, comme en témoigne Pantopie, un livre d'entretiens Michel Serres avec Martin Legros et Sven Ortoli, journalistes à Philosophie Magazine. Ce livre, paru en février 2014, récapitule l'ensemble de son œuvre à ce jour et fait le portrait d'un homme qui a connu la guerre et vécu, parfois anticipé, les grandes révolutions du XXe siècle.
Michel Serres reconnait l'influence profonde que René Girard a exercée sur lui. À Sartre comme à Merleau-Ponty il reproche l'abstraction de leur pensée et leur ignorance du monde réel et de la science de leur temps. Il n'apprécie pas Althusser pour cause de jdanovisme. Avec Michel Foucault on peut parler d'une amitié déçue après les mois passés à Clermont-Ferrand où les échanges furent fréquents entre les deux jeunes philosophes. C'est sans doute de Gilles Deleuze que Michel Serres s'est senti le plus proche et il lui rend plusieurs fois hommage – un effet de leur commune admiration pour Leibniz.
Sa philosophie, parfois critiquée pour sa naïveté, son scientisme, ou ses approximations, est profondément optimiste. Née dans la tragédie de la guerre et l'éclair d'Hiroshima, elle voit se dessiner, dans la révolution anthropologique et technologique actuelle, la promesse d'un « homo universalis »,: « Je n'ai pas d'espoir, je suis d'un optimisme tragique, mais j'ai beaucoup d'espérance. »

## Rencontres
Les Rencontres Michel Serres sont composées d'une série conférences et animations autour de thèmes inspirés de l'oeuvre de Michel Serres. Elles ont lieu depuis 2021 à Agen (théâtre Ducourneau) chaque année. En 2023. le thème était l'Intelligence artificielle autour du livre Petite Poucette. En 2024, les conférences portaient sur le thème de la paix.

## Ouvrages
- 1968 : Le Système de Leibniz et ses modèles mathématiques, Paris, Presses universitaires de France ; ouvrage tiré de sa thèse de doctorat, 4 rééditions
- 1969 : Hermès I. La Communication, Paris, Éditions de Minuit ; réédition en 1984
- 1972 : Hermès II. L'Interférence, Paris, Éditions de Minuit
- 1974 : Hermès III. La Traduction, Paris, Éditions de Minuit
- 1974 : Jouvences. Sur Jules Verne, Paris, Éditions de Minuit
- 1975 : Auguste Comte. Leçons de philosophie positive, (en collaboration), tome I, Paris, Hermann
- 1975 : Esthétiques sur Carpaccio, Paris, Hermann
- 1975 : Feux et signaux de brume. Zola, Paris, coll. « Figures », Grasset (ISBN 2-246-00258-3) - Prix Roland de Jouvenel de l’Académie française 1976
- 1977 : Hermès IV. La Distribution, Paris, Éditions de Minuit ; réédition en 1981
- 1977 : La Naissance de la physique dans le texte de Lucrèce, Paris, Éditions de Minuit
- 1980 : Hermès V. Le Passage du Nord-ouest, Paris, Éditions de Minuit
- 1980 : Le Parasite, Paris, Grasset
- 1982 : Genèse, Paris, Grasset
- 1983 : Détachement, Paris, Flammarion
- 1983 : Rome. Le Livre des fondations, Paris, Grasset
- 1985 : Les Cinq Sens, Paris, Grasset ; réédition, Paris, Fayard, 2014
- 1987 : L'Hermaphrodite, Paris, Flammarion
- 1987 : Statues, Paris, François Bourin
- 1989 : Éléments d'histoire des sciences, (en collaboration), Paris, Bordas, réédition en 1997, Larousse
- 1990 : Le Contrat naturel, Paris, François Bourin
- 1991 : Le Tiers-instruit, Paris, François Bourin
- 1991 : Discours de réception de Michel Serres à l'Académie française et réponse de Bertrand Poirot-Delpech, Paris, François Bourin
- 1992 : Éclaircissements, (entretiens avec Bruno Latour), Paris, François Bourin
- 1993 : La Légende des Anges, Paris, Flammarion
- 1993 : Les Origines de la géométrie, Paris, Flammarion
- 1994 : Atlas, Paris, Julliard
- 1995 : Éloge de la philosophie en langue française, Paris, Fayard
- 1997 : Nouvelles du monde, Paris, Flammarion
- 1997 : Le Trésor. Dictionnaire des sciences, (en collaboration), Paris, Flammarion
- 1997 : À visage différent, (en collaboration), Paris, Hermann
- 1999 : Paysages des sciences, (en collaboration), Paris, Le Pommier
- 2000 : Hergé, mon ami, Bruxelles, Éditions Moulinsart
- 2001 : Hominescence, Paris, Le Pommier
- 2002 : Variations sur le corps, Le Pommier, Paris, 1999 ; édition texte seul, Paris, Le Pommier
- 2002 : Conversations, Jules Verne, la science et l'homme contemporain, 1re version, Revue Jules Verne 13/14, Amiens, Centre international Jules-Verne
- 2003 : L'Incandescent, Paris, Le Pommier
- 2003 : Jules Verne, la science et l'homme contemporain, Paris, Le Pommier
- 2003 : Qu'est-ce que l'humain ? (en collaboration Pascal Picq, Jean-Didier Vincent), Paris, Le Pommier, 2003.
- 2004 : Rameaux, Paris, Le Pommier
- 2006 : Récits d'humanisme, Paris, Le Pommier
- 2006 : Petites chroniques du dimanche soir, Paris, Le Pommier
- 2006 : L'Art des ponts : homo pontifex, Paris, Le Pommier
- 2007 : Le Tragique et la Pitié. Discours de réception de René Girard à l'Académie française et réponse de Michel Serres, Paris, Le Pommier
- 2007 : Petites chroniques du dimanche soir 2, Paris, Le Pommier
- 2007 : Carpaccio, les esclaves libérés, Paris, Le Pommier
- 2008 : Le Mal propre : polluer pour s'approprier ?, Paris, Le Pommier, coll. « Manifestes »
- 2008 : La Guerre mondiale, Paris, Le Pommier
- 2009 : Écrivains, savants et philosophes font le tour du monde, Paris, Le Pommier, coll. « Les Essais »
- 2009 : Temps des crises, Paris, Le Pommier, coll. « Manifestes »  (ISBN 978-2746505926)
- 2009 : Van Cleef et Arpels, Le Temps poétique, avec Franco Cologni et Jean-Claude Sabrier, Paris, Cercle d'Art, coll. « La collection »
- 2009 : Ciel ! mon étoile. Un voyage dans les observatoires, avec Cécile Léna et Pierre Léna, Bordeaux, Elytis
- 2009 : Petites chroniques du dimanche soir 3, Paris, Le Pommier
- 2010 : Biogée, Éditions-dialogues.fr/Le Pommier, Brest/Paris
- 2011 : Musique, Paris, Éditions Le Pommier  (ISBN 978-2746505452)
- 2011 : Habiter, Paris, Le Pommier
- 2012 : Petite Poucette, Paris, Éditions Le Pommier  (ISBN 978-2746506053)
- 2012 : Andromaque, veuve noire, Paris, Éditions de l’Herne
- 2013 : Les Temps nouveaux (coffret), Paris, Le Pommier
- 2014 : Pantopie, de Hermès à Petite Poucette (avec Martin Legros et Sven Ortoli), Paris, Le Pommier
- 2014 : Petites chroniques du dimanche tome VI, Paris, Le Pommier
- 2014 : Yeux, Le Pommier  (ISBN 978-2746507791)
- 2015 : Le Gaucher boiteux : Puissance de la pensée, Paris, Le Pommier
- 2015 : Écrivains, savants et philosophes font le tour du monde, Paris, Le Pommier
- 2015 : Du bonheur, aujourd'hui (avec Michel Polacco), Paris, Le Pommier
- 2015 : Solitude. Dialogue sur l'engagement (avec Jean-François Serres), Paris, Le Pommier
- 2016 : De l'impertinence, aujourd'hui (avec Michel Polacco), Paris, Le Pommier
- 2016 : Darwin, Bonaparte et le Samaritain : une philosophie de l'histoire, Paris, Le Pommier
- 2017 : De l'Amitié, aujourd'hui (avec Michel Polacco), Paris, Le Pommier
- 2017 : C'était mieux avant !, Paris, Le Pommier
- 2017 : Corps (collection Homo Ludens), Paris, Carnets Nord/Le Pommier
- 2018 : Défense et illustration de la langue française aujourd'hui, (avec Michel Polacco), Paris, Le Pommier
- 2019 : Morales espiègles, Paris, Le Pommier
- 2019 : Relire le relié, Paris, Le Pommier  (ISBN 978-2-7465-1938-1)  — posthume
- 2020 : Adichats ! (Adieu !), Paris, Le Pommier  (ISBN 978-2746522138)  — livre autobiographique posthume
- 2021 : La Fontaine, Le Pommier  — posthume
- 2021 : Mes profs de gym m'ont appris à penser, Paris, Le Cherche-Midi  — posthume
- 2021 : De bonnes nouvelles (toutes les chroniques radio, avec Michel Polacco), Paris, Le Pommier  — posthume
- 2021 : Habiter (version texte), Paris, Le Pommier  — posthume
- 2021 : La Fontaine (textes rassemblés par Jean-Charles Darmon), Paris, Le Pommier  — posthume
- 2022 : Œuvres complètes T1, Cahiers de formation, Paris, Le Pommier  — posthume

### Télévision
- 1991 : Tours du monde, tours du ciel, de Robert Pansard-Besson sur Arte
- 1997 : La Légende des sciences, de Robert Pansard-Besson sur Arte

## Distinctions
- Grand officier de la Légion d'honneur le 14 juillet 2010[123] (commandeur du 11 avril 2001[123], officier le 29 mars 1993[124], chevalier le 31 mars 1985).
- Grand-croix de l'ordre national du Mérite le 15 mai 2015[125] (commandeur du 10 novembre 1997[125], officier le 10 août 1987[126]).
- Docteur honoris causa de l'Université catholique de Louvain (Louvain-la-Neuve, Belgique) en 1992.

## Prix

### Français
- Prix Roland-de-Jouvenel en 1976, décerné par l'Académie française[127].
- Prix Médicis essai en 1985, décerné par le jury du prix Médicis.
- Prix Broquette-Gonin en 1986, décerné par l'Académie française.
- « Tapis rouge » de l'Académie de la Carpette anglaise en 2018 « pour l'ensemble de son combat et pour avoir, le 18 octobre 2017 à Lille, exigé des organisateurs d'un colloque que les orateurs utilisent la langue française »[128].

### Étrangers
- Prix Maître-Eckhart en 2012, récompensant un « penseur de l'identité » décernée par l'université de Cologne[129].
- Prix Dan-David en 2013, attribué pour des recherches innovantes interdisciplinaires, décerné par la fondation Dan-David et l'université de Tel Aviv[130].

## Hommages
- Avenue Michel-Serres dans sa ville natale d'Agen (Lot-et-Garonne).
- Campus Michel-Serres, l'un des campus universitaires de la ville d'Agen (Lot-et-Garonne)
- Passerelle piétonne Michel-Serres enjambant la Garonne à Agen (Lot-et-Garonne).
- Espace Michel-Serres sur le campus de Mont-Saint-Aignan (Seine-Maritime) de l’Université de Rouen-Normandie.
- Rue Michel-Serres à Franqueville-Saint-Pierre (Seine-Maritime) et allée Michel-Serres à Limoges (Haute-Vienne).
- L'Institut Michel-Serres, institut de recherches sur les biens communs situé à Lyon, est nommé en son honneur et il en fut le parrain.
- Le Centre Michel-Serres, centre de formation à l'interdisciplinarité et à l'innovation pour les étudiants en niveau Master et Post-Master, créé en 2013 par Hesam Université.
- Médiathèque Michel-Serres de la ville de Saint-Avertin (Indre-et-Loire). La médiathèque située dans le domaine du Château de Cangé est renommée ainsi en l'honneur de sa passion des nouveaux modes d’accès à la connaissance[131].
- Résidence universitaire Michel-Serres, Pessac.
- Bibliothèque Michel-Serres, bibliothèque universitaire de l'École centrale de Lyon[132].

### Filmographie
- (fr) Tours du monde, tours du ciel, mini-série documentaire de dix épisodes réalisés par Robert Pansard-Besson, Paris, 1991 : Michel Serres y a participé comme consultant
- (fr) Regards sur le sport : Michel Serres, philosophe, en compagnie de François L'Yvonnet, philosophe, film réalisé par Benjamin Pichery, INSEP, Paris, 2007-2009, 180 minutes (double DVD)